# Хојбах
Хојбах (њем. Heubach) град је у њемачкој савезној држави Баден-Виртемберг. Једно је од 42 општинска средишта округа Осталб. Према процјени из 2010. у граду је живјело 10.041 становника. Посједује регионалну шифру (AGS) 8136028.

## Географски и демографски подаци
Хојбах се налази у савезној држави Баден-Виртемберг у округу Осталб. Град се налази на надморској висини од 466 метара. Површина општине износи 25,8 km². У самом граду је, према процјени из 2010. године, живјело 10.041 становника. Просјечна густина становништва износи 389 становника/km².

## Међународна сарадња
| Мјесто    | Држава    | Врста сарадње | Од    |
| --------- | --------- | ------------- | ----- |
|           | Француска | партнерство   | 1964. |
| Вајдхофен | Аустрија  | партнерство   | 1982. |
| Извор     |           |               |       |